# No. 4
No. 4 è il quarto album in studio del gruppo musicale statunitense Stone Temple Pilots, pubblicato il 26 ottobre dell'1999 dall'Atlantic Records.

## Descrizione
L'album combina elementi di generi come l'heavy metal, il rock psichedelico e il rock alternativo. Il cantante Scott Weiland fu condannato a un anno di prigione proprio durante la promozione del disco. Venne rilasciato nel settembre del 1999, un mese prima della pubblicazione dell'album. No. 4 contiene la canzone Down, la quale ha ricevuto una candidatura ai Grammy Awards 2001 nella categoria miglior interpretazione hard rock, e il singolo Sour Girl.

## Tracce
1. Down – 3:49 (Scott Weiland, Robert DeLeo)
2. Heaven & Hot Rods – 3:26 (Scott Weiland, Dean DeLeo)
3. Pruno – 3:14 (Scott Weiland, Rober DeLeo)
4. Church on Tuesday – 3:00 (Scott Weiland, Dean DeLeo)
5. Sour Girl – 4:17 (Scott Weiland, Dean DeLeo)
6. No Way Out – 4:19 (Scott Weiland, Robert DeLeo, Dean DeLeo, Eric Kretz)
7. Sex & Violence – 2:54 (Scott Weiland, Robert DeLeo)
8. Glide – 5:00 (Scott Weiland, Robert DeLeo)
9. I Got You – 4:15 (Scott Weiland, Robert DeLeo)
10. MC5 – 2:42 (Scott Weiland, Dean DeLeo)
11. Atlanta – 5:19 (Scott Weiland, Dean DeLeo))

## Classifiche
| Classifica (1999) | Posizione massima |
| ----------------- | ----------------- |
| Australia         | 21                |
| Canada            | 5                 |
| Germania          | 41                |
| Nuova Zelanda     | 33                |
| Stati Uniti       | 6                 |